# مارك كامبل (لاعب كرة قاعدة)
مارك كامبل (بالإنجليزية: Marc Campbell)‏ هو لاعب كرة قاعدة أمريكي، ولد في 29 نوفمبر 1884 في Punxsutawney, Pennsylvania ‏ في الولايات المتحدة، وتوفي في 13 فبراير 1946 في نيو بيت لحم في الولايات المتحدة.

## وصلات خارجية
- مارك كامبل على موقعبيزبول رفرنس.كوم (الدوري الرئيسي) (الإنجليزية)
- مارك كامبل على موقعبيزبول رفرنس.كوم (الدوري الثانوي) (الإنجليزية)